# Бриглікар
Бриглікар (рос. Бригврач, від «бригада» та лікар, скор. бригадний лікар) — військове звання вищого начальницького військово-медичного складу в військово-санітарному управлінні Червоної армії СРСР, а також санітарному відділі НКВС з 1935 року по 1942 роки.
У 1935—1940 роках еквівалентом звання було: в сухопутних та військово-повітряних силах звання — комбриг, в ВМС — капітан І рангу.
Бриглікар був вище за рангом ніж військлікар 1 рангу і нижче за рангом ніж дивлікар.

## Військове звання в Червоній армії СРСР

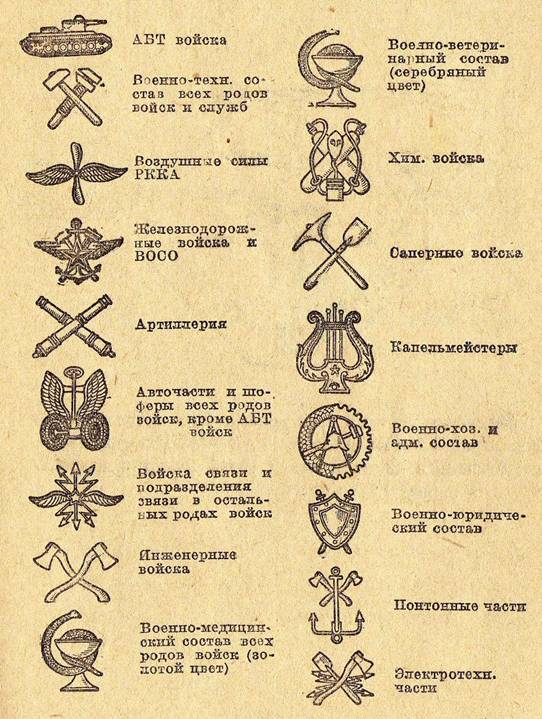
Додаток 1 Статуту внутрішньої служби РСЧА 1937 року («УВС-37») «Малюнки петличні знаків-емблем»

### 1935-1940
22 вересня 1935 року, при введенні персональних військових звань, для начальницького складу військово-медичного складу РСЧА, були введені окремі звання, які відрізнялися від звань командного складу. Еквівалентом звань командного складу «комбриг» (сухопутні сили), та «капітан І рангу», було звання військово-медичного складу «брилікар».

### 1940
Указами Президії Верховної Ради СРСР від 7 травня 1940 «Про встановлення військових звань вищого командного складу Червоної Армії» (рос. «Об установлении воинских званий высшего командного состава Красной Армии») та «Про встановлення військових звань вищого командного складу Військово-Морського Флоту» (рос. «Об установлении воинских званий высшего командного состава Военно-Морского Флота») вводилися генеральські та адміральські звання для вищого командного складу. 

### 1942
У 1942 роках відбувається уніфікація військових звань різних складів та служб РСЧА та РСЧФ. Звання бриг лікар, як і інші особливі звання військово-медичного було скасовано. При переатестації носіям цього звання зазвичай надавали звання полковник медичної служби, набагато рідше генерал-майор медичної служби.

### Знаки розрізнення
Знаки розрізнення начальницького складу сухопутних і повітряних сил РСЧА, були червоні, їх носили на петлицях свого роду військ чи служби, з відповідним особливим значком (емблемою).
Для звання бриглікар був встановлений знак розрізнення один ромб в петлиці, як у комбрига, відрізняючись тільки окантовкою петлиць, замість командирської золотистої окантовки, вона була кольорова, як у решти начальницького складу, а також у молодшого комскладу і червоноармійців. Військово-медичний склад  (як і військово-господарський, адміністративний та військово-ветеринарний) мав темно-зелені петлиці з червоною облямівкою, на яких була емблема служби. Військовослужбовці військово-медичного складу РСЧА не мали на рукавах нашивок які були присутні у командного складу.
Військові лікарі які служили на флоті, носили форму військово-морських сил (РСЧФ). Знаки розрізнення розташовувалися на рукавах у вигляді смуг з срібної галунної стрічки, просвіти між смугами були зелені.
У бриглікаря ВМФ знаки розрізнення аналогічні капітану 1 рангу, одна широка смуга на рукаві, яка мала зверху та знизу облямівку кольору служби (зелений).

## Медичний склад НКВС
В тому ж 1935 році коли були введені персональні військові звання в РСЧА, відбуваються подібні процеси в НКВС. Згідно з наказом НКВС СРСР № 319 від 10 жовтня 1935, постановою  НКВС СРСР № 2250 від 7 жовтня 1935, а також наказами № 396 (по ГУДБ) и № 399 (ГУПВО) від 27.12.1935 року для особового складу певних Головних управлінь НКВС (як то ГУПВО та ГУДБ) вводяться персональні військові та спеціальні звання. Якщо співробітники ГУДБ отримали особливі звання то особовий склад ГУПВО (прикордонні та внутрішні війська) отримали звання за зразком раніше прийнятих в РСЧА. Введені вже в 1936 році знаки розрізнення (спершу на рукавах, пізніше на рукавах та петлицях) різнились від армійських.
На петлицях з’являються повздовжні просвіти, певного кольору. Молодший командний начальницькі склади мали червоні просвіти, середній та старший склади мали сріблясті просвіти, вищий склад мав золотисті просвіти. Також на петлицях, в залежності від звання розташовувалася певна кількість сріблястих (старший склад), золотистих (вищий склад) п’ятипроменевих зірочок чи червоних емальованих трикутників (середній склад) та золотисто-червоних кутиків (молодший).  Командний від начальницького складу відрізнявся наявністю галунного золотого трикутнику внизу петлиці (інтендантський склад мав сині кути), колір петлиць був краповий для внутрішньої охорони (військ) та зелений для прикордонників. Носій звання медичного складу «бриглікар», отримав за знаки розрізнення по одній золотій зірці на петлиці з золотими просвітами, а також по одній червоній зірці з золотою облямівкою на рукавах. На петлицях була присутня емблема медиків, за зразком прийнятих в РСЧА.
Дані знаки розрізнення проіснували недовго і вже в 1937 році їх було скасовано, а замість їх ввели знаки розрізнення за зразком РСЧА. Бриглікарі НКВС як і їх армійські колеги отримали по одному ромбу на кожну з петлиць, крапову чи зелену в залежності від роду військ (облямівка петлиць червона).

## Галерея

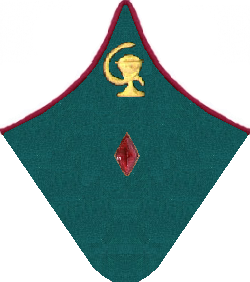
Петлиця на шинель бриглікаря прикордонних військ НКВС, 1937-1942
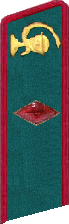
Петлиця на гімнастерку бриглікаря прикордонних військ НКВС, 1937-1942
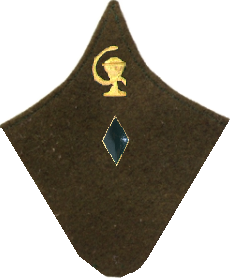
Польові петлиці на шинель бриглікаря, 1941-1942
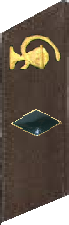
Польові петлиці на гімнастерку бриглікаря, 1941-1942

## Співвідношення
| Рід військ                                      | Відповідне звання / посада |
| Командний склад                                 | Командний склад |
| ----------------------------------------------- | --- |
| Сухопутні та Військово-повітряні сили РСЧА      | Комбриг |
| Військово-морський флот                         | Капітан 1-го рангу |
| Народний комісаріат внутрішніх справ            | Майор державної безпеки , введене постановою ЦВК та РНК СРСР від 7 жовтня 1935 року (військовослужбовці прикордонних та внутрішніх військ НКВС мали військові звання, які вживалися в РСЧА) Майор міліції |
| Начальницький склад                             | |
| сухопутні війська та ВПС                        | Бригінженер |
| ВМФ                                             | |
| військово-політичний склад усіх родів військ    | Бригадний комісар |
| військово-господарський склад усіх родів військ | Бригінтендант |
| військово-юридичній склад усіх родів військ     | Бригвійськюрист |
| військово-ветеринарний склад усіх родів військ  | Бригветлікар |